# 29 degrés à l'ombre
29 degrés à l'ombre est une comédie en un acte d'Eugène Labiche, représentée pour la première fois à Paris au théâtre du Palais-Royal le 9 avril 1873.
Elle est donnée le 5 mai 1862 dans les salons du Grand Hôtel à l'occasion de son inauguration.
C'est une des rares pièces (sur 174) que Labiche ait écrites seul, les autres étant :
- Un jeune homme pressé (1848)
- Un garçon de chez Véry (1850)
- Le Petit Voyage (1868)

Elle est publiée aux éditions Dentu en 1873.

## Argument
Un dimanche d'été, Pomadour reçoit deux de ses amis ainsi qu'Adolphe, un inconnu invité à l'improviste. Pomadour ayant surpris Adolphe donnant des baisers à son épouse, se met en colère et s'interroge sur les suites à donner à cet affront.
Ses amis l'ayant assuré qu'en cas de duel, l'adversaire se fait un devoir de ne pas se défendre, Pomadour exige un duel à l'épée. Mais comprenant qu'Adolphe est habile à l'épée et qu'il est bien décidé à se défendre, Pomadour cherche à se tirer de ce mauvais pas. Son épouse vient alors à son secours, à sa manière.

## Distribution
| Personnages       | Créateurs  |
| ----------------- | ---------- |
| Pomadour          | Geoffroy   |
| Adolphe           | Lhéritier  |
| Courtin           | Pellerin   |
| Piget             | Lassouche  |
| Thomas, jardinier | Guyot      |
| Mme Pomadour      | Z. Reynold |

## Mises en scène
- 9 avril 1873, théâtre du Palais-Royal
- 20 janvier 1940, Comédie-Française : mise en scène André Brunot
- 12 octobre 1969, Comédie-Française : mise en scène Jean Piat

## Analyse
Cette pièce n'eut qu'un succès moyen : elle resta 46 jours à l'affiche, ce qui était honorable, sans plus, pour l'époque, et les critiques ne furent pas très favorables. Ce n'est qu'au bout de multiples reprises que cette pièce montra sa valeur.
Elle entra au répertoire de la Comédie-Française le 20 janvier 1940.